# Umberto Giordano
Umberto Menotti Maria Giordano (Foggia, 28 de agosto de 1867 - Milán, 12 de noviembre de 1948) fue un compositor italiano dedicado principalmente a la creación de óperas. Su obra más conocida es Andrea Chénier, ópera romántica de estilo verista compuesta a finales del siglo XIX.
Nació en Foggia, en Italia, y a pesar de la oposición de su padre se matriculó en el Conservatorio de Nápoles en 1882. Fue alumno de Paolo Serrao y escribió su primera ópera, Marina para un concurso académico. Posteriormente escribió Mala Vita, una valiente obra verista acerca de un hombre que promete reformar a una prostituta si él se cura de una tuberculosis. Esta obra causó cierto escándalo durante su representación en Roma en 1892, alcanzando más popularidad en Austria y Alemania. Giordano intentó un acercamiento más romántico con su siguiente ópera Regina Diaz (1894), pero ésta fue un fracaso, retirándose después de dos representaciones.
Giordano entonces probó suerte en Milán, de nuevo con un tema verista, con su trabajo más conocido, Andrea Chénier (1896), con un libreto de Luigi Illica basado en la vida del poeta francés André Chénier. Fedora (1898) fue también un éxito, y es representada en la actualidad. Su trabajo posterior es menos conocido, aunque ocasionalmente representado.
El teatro más importante de Foggia está dedicado a Umberto Giordano, en el que Andrea Chénier ha sido representada recientemente. También existe en Foggia una plaza en su honor, en el que varias estatuas recuerdan sus obras más famosas.

## Catálogo de obras
| Año  | Obra | Tipo de obra             |
| ---- | --- | ------------------------ |
| 1882 | Mazurka, para piano. | Música solista (piano)   |
| 1886 | Delizia, para orquesta. (no publicada) | Música orquestal         |
| 1886 | Melodía, para zither (no publicada) | Música solista           |
| 1888 | Scherzo, para cuerdas (no publicada) | Música orquestal         |
| 1888 | Overtura, para orquesta. (no publicada) | Música orquestal         |
| 1889 | Marina (E. Golisciani), ópera (no representada). | Música escénica (ópera)  |
| 1890 | Suite, para cuarteto de cuerda (no publicada). | Música de cámara         |
| 1890 | Cuarteto de cuerda (no publicada). | Música de cámara         |
| 1890 | Gerbes de feu, para piano. | Música solista (piano)   |
| 1890 | Idillio, para piano. | Música solista (piano)   |
| 1891 | Come farfalla, para voz y piano. | Música vocal (piano)     |
| 1892 | Mala vita (N. Daspuro, según S. Di Giacomo), ópera (Roma, Argentina, 21 de febrero de 1892); (rev. como Il voto, Milán, Lírico, 10 de noviembre de 1897)                                | Música escénica (ópera)  |
| 1894 | Regina Diaz (G. Targioni-Tozzetti y G. Menasci, según Lockroy: Un duel sous le cardinal de Richelieu), ópera (Nápoles, Mercadante, 5 de marzo de 1894)                                  | Música escénica (ópera)  |
| 1896 | Andrea Chénier (dramma istorico, Luigi Illica) (Milán, Scala, 28 de marzo de 1896) | Música escénica (ópera)  |
| 1897 | Natale dei bambini, para piano. | Música solista (piano)   |
| 1898 | Fedora (A. Colautti, según V. Sardou), ópera (Milán, Lírico, 17 de noviembre de 1898)                                                                                                   | Música escénica (ópera)  |
| 1900 | Amor di madre, para voz y piano. | Música vocal (piano)     |
| 1900 | O salutaris hostia (Thomas Aquinas), para tenor y piano. | Música vocal (piano)     |
| 1903 | Siberia (Luigi Illica), ópera (Milán, Scala, 19 de diciembre de 1903); (rev. Milán, Scala, 7 de octubre de 1947).                                                                       | Música escénica (ópera)  |
| 1904 | Crepuscolo triste (R. Carugati), para voz y piano. | Música vocal (piano)     |
| 1904 | Alla mia bambina, para voz y piano. | Música vocal (piano)     |
| 1906 | Coktail, para piano. | Música solista (piano)   |
| 1906 | Canzone guerresca, para voz y piano. | Música vocal (piano)     |
| 1907 | Marcella (L. Stecchetti, H. Cain y J. Adenis), ópera (Milán, Lírico, 9 de noviembre de 1907)                                                                                            | Música escénica (ópera)  |
| 1909 | Campane di Natale, para voz y piano. | Música vocal (piano)     |
| 1910 | Mese Mariano (Di Giacomo), ópera (Palermo, Massimo, 17 de marzo de 1910) | Música escénica (ópera)  |
| 1910 | Zampugnata pugliese, para orquesta. (no publicada) | Música orquestal         |
| 1913 | At even, para voz y piano. | Música vocal (piano)     |
| 1915 | Madame Sans-Gêne (R. Simoni, según Sardou y E. Moreau), ópera (Nueva York, MET, 25 de enero de 1915)                                                                                    | Música escénica (ópera)  |
| 1916 | Microbi, para piano. | Música solista (piano)   |
| 1917 | Per non soffrire (P. Scoppetta), para voz y piano. | Música vocal (piano)     |
| 1919 | 6 liriche (Scoppetta, D. Rago, R. Pagliara), para voz y piano. | Música vocal (piano)     |
| 1921 | Giove a Pompei (Luigi Illica y E. Romagnoli), ópera (Roma, Pariola, 5 de julio de 1921) (en colaboración con A. Franchetti. La mayor parte de la música de Giordano compuesta en 1901). | Música escénica (ópera)  |
| 1924 | La cena delle beffe, poema drammatico (S. Benelli) (Milán, Scala, 20 de diciembre de 1924)                                                                                              | Música escénica (ópera)  |
| 1928 | L'astro magico, ballet. (no representada). | Música escénica (ballet) |
| 1929 | Il re (G. Forzano), ópera (Milán, Scala, 12 de enero de 1929). | Música escénica (ópera)  |
| 1932 | lnno del decennio (Gabriel), para voz y piano. | Música vocal (piano)     |
| 1932 | L'april che torna a me, para voz y piano. | Música vocal (piano)     |
| 1933 | Inno del decennale (G. Gabriel), para coro y orquesta. | Música coral             |
| 1938 | La festa degli alberi, para coro y piano. | Música coral (piano)     |
| 1939 | Cesare (incid music, G. Forzano) | Música incidental        |
| 1941 | Volo tra i fiori, para voz y piano. | Música vocal (piano)     |
| 1941 | Lamento, para voz y piano. | Música vocal (piano)     |
| 1942 | Melodía, para oboe. | Música solista (oboe)    |
| 1944 | Bone pastor, para coro. | Música coral             |
| 1944 | Serenata, Tarantella e Ceruli, para voces y orquesta. | Música vocal (orquesta)  |
| 1946 | Kyrie, para coro. (no publicada) | Música coral             |
| 1948 | Largo e fuga, para arpa, órgano y cuerdas. | Música orquestal         |
| 1950 | Che fai tu, luna, in ciel, para voz y piano. | Música vocal (piano)     |
| 1951 | Serenata malinconica, para voces y orquesta. | Música vocal (orquesta)  |
| 1951 | Mensa regalis, para coro y órgano. | Música coral             |
| -    | Piedigrotta, para orquesta. | Música orquestal         |
| -    | La festa del Nilo. (incompleta) | -                        |